# Dato Chan Tien Ghee
Dato Chan Tien Ghee, plus connu sous les initiales T. G., est un homme d'affaires malaisien connu au Royaume-Uni pour avoir été de mai 2010 à mars 2013 le président du club de football gallois du Cardiff City FC, évoluant en deuxième division anglaise.

## Président du Cardiff City FC
Il est devenu président du club le 27 mai 2010 en remplacement de Peter Ridsdale. Lors de son arrivée dans la capitale galloise, il a fait part de son ambition de mener Cardiff City jusqu'en Premier League. Il a démissionné en mars 2013 pour se consacrer à d'autres activités.

## Vie personnelle
Dato Chan Tien Ghee est le père d'un footballeur malaisien, Nicholas Chan, évoluant au Kelantan FA (Malaisie), et dont la presse faisait une possible recrue de Cardiff City en janvier 2011.